# Tekovské Nemce
Tekovské Nemce este o comună slovacă, aflată în districtul Zlaté Moravce din regiunea Nitra, pe malul râului Tekovský potok⁠(d). Localitatea se află la altitudinea de 244 m deasupra n.m., se întinde pe o suprafață de 28,5 km2 și în 2017 număra 1.067 de locuitori.

## Istoric
Localitatea Tekovské Nemce este atestată documentar din 1275.

## Demografie
| An:                | 1994 | 2004 | 2014   | 2024   |
| ------------------ | ---- | ---- | ------ | ------ |
| Număr de persoane: | 1067 | 1067 | 1071   | 1029   |
| Diferență:         |      | +0%  | +0,37% | −3,92% |

| An:                | 2023 | 2024   |
| ------------------ | ---- | ------ |
| Număr de persoane: | 1039 | 1029   |
| Diferență:         |      | −0,96% |